# Hélice levadiza

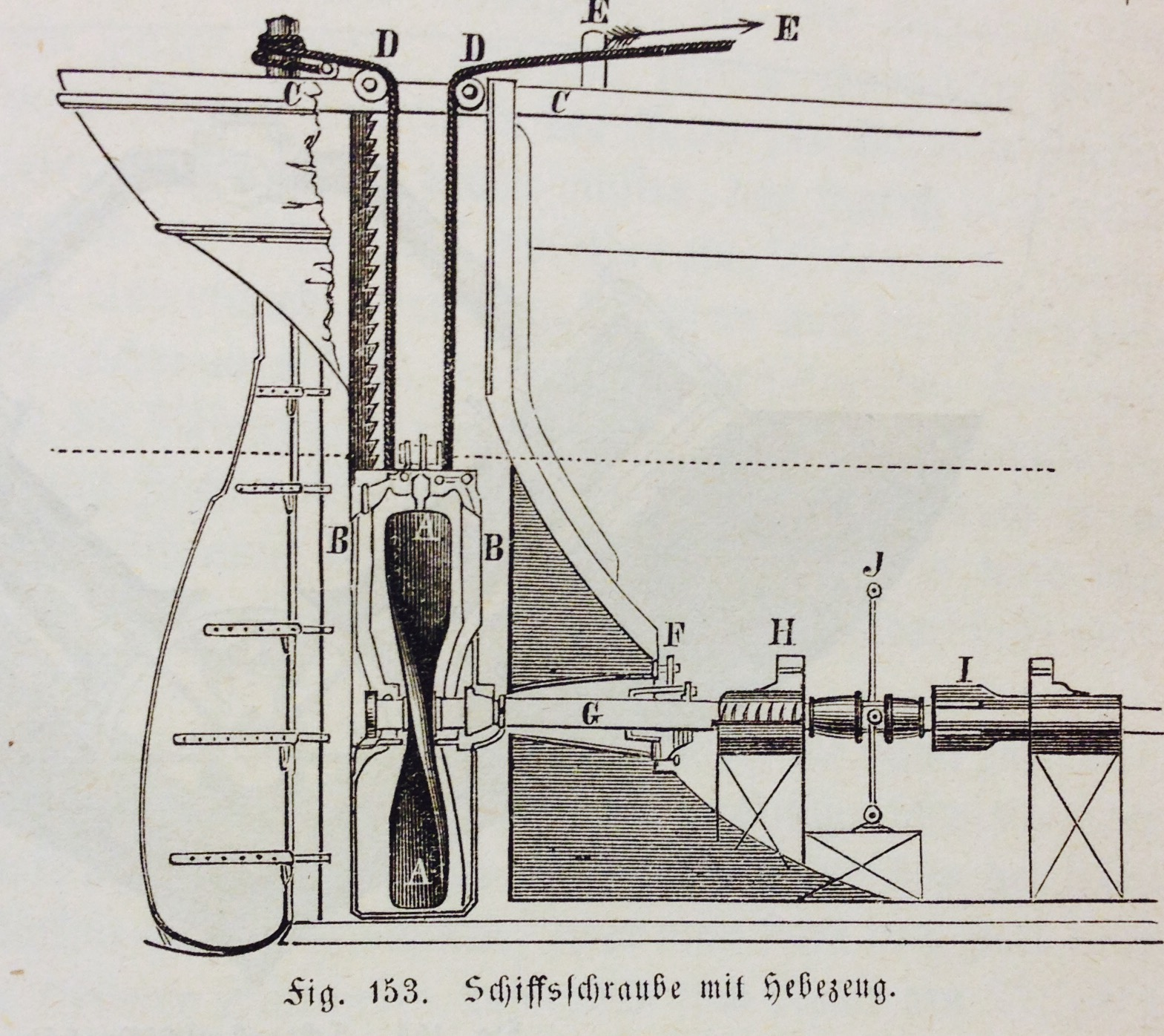
Esquema de una hélice levadiza.

Una hélice levadiza es un tipo de hélice de dos palas usada en la segunda mitad del siglo XIX que podía ser fácilmente desconectada del eje de transmisión de fuerza y levantada para no estorbar el flujo hidrodinámico en torno a la nave cuando esta navegaba con propulsión a vela. Se utilizó también para proteger la hélice en aguas con témpanos de hielo durante la Expedición Franklin. Los primeros barcos con hélices de la Armada Británica fueron provistos de este mecanismo.
En los comienzos de la propulsión a vapor, debido a la reducida potencia de las máquinas y la poca confianza de los hombres de mar en la nueva tecnología, las naves conservaron su vela como medio principal de fuerza, dejando el vapor solo para maniobras en el puerto o cercanas a la costa y en caso de combate de naves de guerra.
Dado que la hélice bajo el agua disminuía la velocidad, se destinó un espacio y se construyó un sistema de desacoplamiento, y un sistema para levantar el dispositivo completo hacia arriba con ayuda de un cabrestante.

## Funcionamiento
El sistema consistía en una hélice de dos palas montada sobre un eje corto que se sostenía en los extremos de una horquilla. El eje corto terminaba en el descanso trasero (lado del timón), pero sobresalía del marco un vástago en dirección a proa que se acoplaba al árbol de hélice procedente de la máquina. El acoplamiento era por medio de una ranura y una espiga, semejante a la caja y espiga en carpintería.
Una vez detenida la máquina y las palas de la hélice puestas en posición vertical, por medio de poleas y el cabrestante se levantaba el marco entre unos rieles dentados, que le impedían atascarse, hasta colocarla en un espacio superior de la popa del barco fuera de la corriente del agua. El marco debía ser capaz de trasmitir la fuerza de la hélice al barco.

## Consecuencias
La invención estuvo ligada a la construcción de chimeneas telescópicas para la máquina de vapor, también con el afán de aumentar la velocidad de la nave durante la navegación a vela. Esta combinación habría provocado las órdenes "¡Chimenea arriba, hélice abajo!" o viceversa, durante esa época.
Richard Sennett y Henry J. Oram (página. 302) consignan en su libro que había varias objeciones serias referentes al mantenimiento y utilidad del mecanismo, por lo que pronto se buscaron otras alternativas como las hélices plegables. Algunas de las naves que usaron el mecanismo fueron:
- Corbeta Esmeralda
- KMD Jylland (1862)
- HMS Triumph (1870), la última de las naves de la Armada Británica en utilizarla.

## Uso moderno

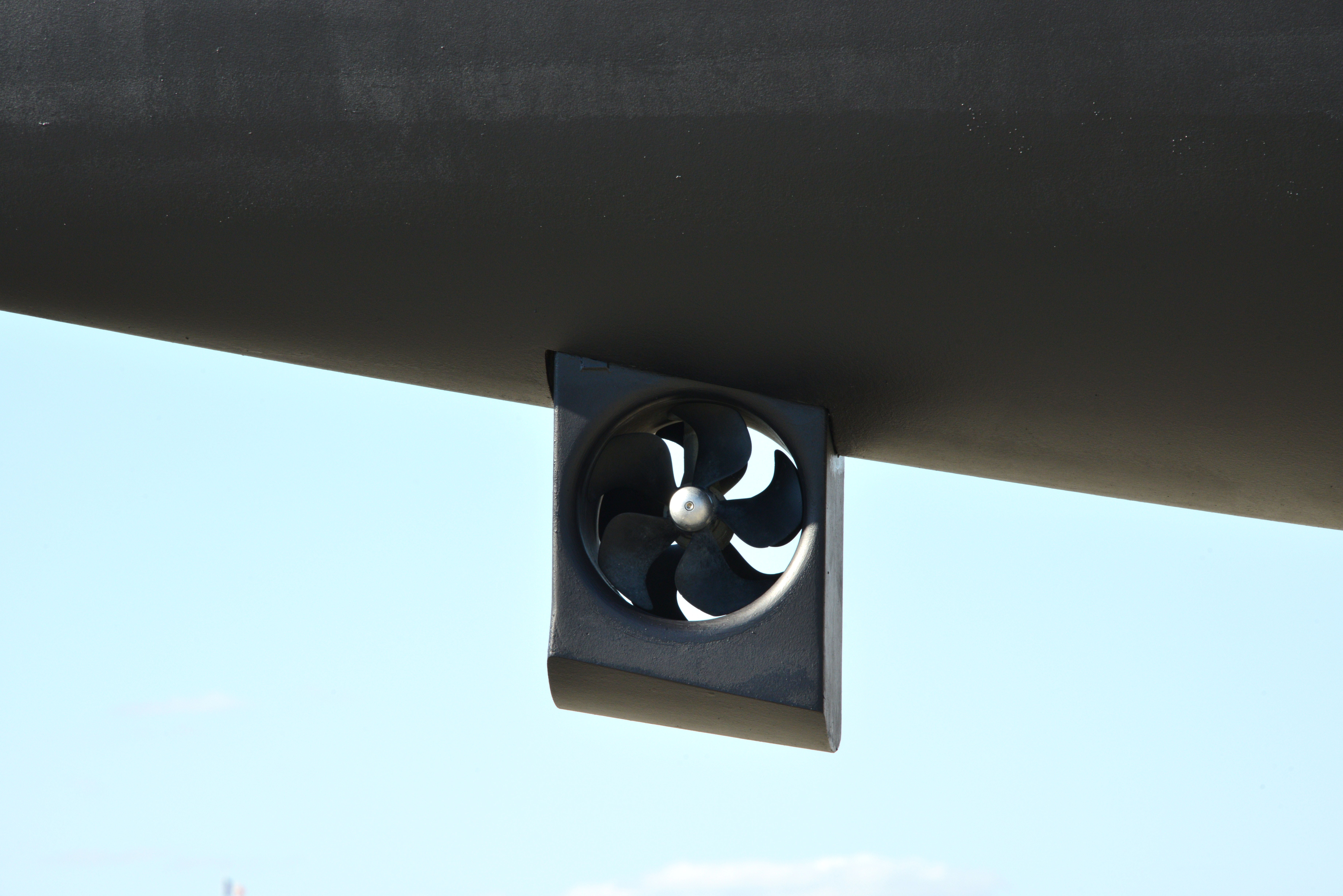
Una hélice levadiza en un yate moderno, sirve para atracar la nave en el puerto. No es utilizable en la navegación normal.

Yates modernos utilizan nuevamente una hélice levadiza para atracar en un puerto fácilmente. Durante la navegación a vela, la hélice es recogida.
La firma Schottel, fabricante de hélices, construye una hélice retráctil, más sofisticada, rotable en torno al eje vertical en 360°, es decir, puede dirigir el impulso en cualquier dirección del plano horizontal para maniobrar mejor o posicionarse en forma exacta durante su trabajo en un puerto o offshore. Durante travesías en aguas abiertas la hélice es retraída verticalmente en el casco del remolcador ya que su función es solo de posicionamiento.
En ambos casos, todo el dispositivo es levantado: el motor, los ejes y la hélice.